# Fernando Campos (actor)
Fernando Campos fue un actor de reparto cinematográfico argentino.

## Carrera
Primer actor de reparto argentino, Campos actuó en más de 30 películas durante la época de oro del cine nacional. Secundó a figuras de la talla de Paulina Singerman, Julia Sandoval, Olinda Bozán, Enrique Serrano, Alberto Closas, Carlos Castro, Homero Cárpena, Francisco Álvarez, Alicia Vignoli, Diana Maggi, entre muchos otros.
Uno de sus papeles más aclamados fue en el filme de 1949 Almafuerte, protagonizado por Narciso Ibáñez Menta y Pola Alonso, y donde compartió escenas con otros secundarios como Pedro Pompillo.
Fue junto a actores como Jorge Villoldo y José Ramírez, uno de los secundarios que más participó en films en Argentina.

## Filmografía
- 1935: Noches de Buenos Aires
- 1937: El cañonero de Giles
- 1937: ¡Segundos afuera! (película)
- 1937: Villa Discordia
- 1938: Busco un marido para mi mujer
- 1939: La vida es un tango
- 1939: Divorcio en Montevideo
- 1939: El Loco Serenata
- 1939: Chimbela
- 1939: Nuestra tierra de paz
- 1939: Así es la vida
- 1940: Carnaval de antaño
- 1941: Soñar no cuesta nada
- 1941: El tesoro de la isla Maciel
- 1941: Un bebé de París
- 1942: Elvira Fernández, vendedora de tienda
- 1942: Bajó un ángel del cielo
- 1942: El pijama de Adán
- 1942: Una luz en la ventana
- 1942: Su primer baile
- 1942: La mentirosa
- 1943: La calle Corrientes
- 1943: Son cartas de amor
- 1944: La importancia de ser ladrón
- 1945: Santa Cándida
- 1945: Dos ángeles y un pecador
- 1946: Celos
- 1948: Al marido hay que seguirlo
- 1949: Nace la libertad
- 1949: Almafuerte
- 1950: Toscanito y los detectives
- 1950: La vendedora de fantasías
- 1950: Nacha Regules
- 1950: El zorro pierde el pelo
- 1950: Campeón a la fuerza
- 1951: Volver a la vida
- 1952: Deshonra
- 1953: Una ventana a la vida
- 1953: La niña del gato
- 1953: Las tres claves
- 1956: El tango en París
- 1956: La niña del gato
- 1956: Después del silencio
- 1956: La pícara soñadora
- 1957: Venga a bailar el rock
- 1957: Cinco gallinas y el cielo
- 1958: Isla brava
- 1972: Mi amigo Luis[3]